# Фторлимонная кислота
Фторлимонная кислота — фторсодержащая карбоновая кислота, являющаяся результатом замещения одного атома водорода в молекуле лимонной кислоты атомом фтора. Соответствующий анион носит название фторцитрат. В организме синтезируется в результате двухступенчатого метаболизма фторуксусной кислоты. Сначала в митохондрии клетки преобразуется в фторацетил-КоА воздействием фермента ацетил-КоА — синтетазы. Далее происходит конденсация фторацетил-КоА и щавелевоуксусной кислоты, катализируемая ферментом цитратсинтазой, результатом которой является фторлимонная кислота. Фторлимонная кислота является крайне токсичным соединением. Занимает место лимонной кислоты в качестве субстрата фермента аконитазы в цикле трикарбоновых кислот. Фермент, неспособный метаболизировать фторлимонную кислоту, ингибируется и цикл перестает работать. Метаболическое образование фторлимонной кислоты из фторуксусной является классическим примером летального синтеза, описанным Рудольфом Питерсом.